# Grand Prix moto des Nations 1963
Le Grand Prix moto des Nations, connu également sous le nom de Grand Prix d'Italie 1963 est le dixième rendez-vous de la saison 1963 du championnat du monde de vitesse. Il s'est déroulé sur l'Autodromo Nazionale di Monza du 13 au 15 septembre 1962.
C'est la 41e édition du Grand Prix moto des Nations et la 15e édition comptant pour le championnat du monde.

## Classement final 500 cm³
| Pos. | Pilote              | Moto      | Temps/Écart     | Points |
| ---- | ------------------- | --------- | --------------- | ------ |
| 1    | Mike Hailwood       | MV Agusta | 1 h 03 min 33 s | 8      |
| 2    | Jack Findlay        | Matchless | +2 tours        | 6      |
| 3    | Fred Stevens        | Norton    | +3 tours        | 4      |
| 4    | Bill Smith          | Norton    | +4 tours        | 3      |
| 5    | Ladi Richter        | Norton    | +4 tours        | 2      |
| 6    | Vasco Loro          | Norton    | +4 tours        | 1      |
| 7    | Raymond Shaw        | Matchless | +4 tours        |        |
| 8    | Othmar Drixl        | Norton    | +4 tours        |        |
| 9    | Alberto Picca       | Gilera    | +5 tours        |        |
| 10   | Renzo Rossi         | Norton    | +7 tours        |        |
| Abd. | Phil Read           | Gilera    | Abandon         |        |
| Abd. | Paddy Driver        | Matchless | Abandon         |        |
| Abd. | Pietro Mencaglia    | Norton    | Abandon         |        |
| Abd. | Roland Föll         | Matchless | Abandon         |        |
| Abd. | Derek Minter        | Gilera    | Abandon         |        |
| Abd. | Gyula Marsovszky    | Matchless | Abandon         |        |
| Abd. | Benedetto Zambotti  | Norton    | Abandon         |        |
| Abd. | Antonio De Simone   | Rudge     | Abandon         |        |
| Abd. | Jack Ahearn         | Norton    | Abandon         |        |
| Abd. | Emanuele Maugliani  | Gilera    | Abandon         |        |
| Abd. | Philippe Canoui     | Norton    | Abandon         |        |
| Abd. | Remo Venturi        | Bianchi   | Abandon         |        |
| Abd. | Giuseppe Dardanello | Norton    | Abandon         |        |
| Abd. | Dan Shorey          | Matchless | Abandon         |        |
| Abd. | Angelo Tenconi      | M.G.      | Abandon         |        |

## Classement final 350 cm³
| Pos. | Pilote         | Moto   | Temps/Écart   | Points |
| ---- | -------------- | ------ | ------------- | ------ |
| 1    | Jim Redman     | Honda  | 51 min 02 s 2 | 8      |
| 2    | Alan Shepherd  | MZ     | +1 min 54 s   | 6      |
| 3    | Tommy Robb     | Honda  | +1 tour       | 4      |
| 4    | Pavel Slavíček | Jawa   | +1 tour       | 3      |
| 5    | Dan Shorey     | AJS    |               | 2      |
| 6    | Fred Stevens   | Norton |               | 1      |
| 7    | ?              | ?      | ?             |        |

## Classement final 250 cm³
| Pos. | Pilote                | Moto        | Temps/Écart   | Points |
| ---- | --------------------- | ----------- | ------------- | ------ |
| 1    | Tarquinio Provini     | Moto Morini | 42 min 15 s 5 | 8      |
| 2    | Jim Redman            | Honda       | +13 s 9       | 6      |
| 3    | Luigi Taveri          | Honda       | +1 min 34 s 5 | 4      |
| 4    | Alan Shepherd         | MZ          | +1 tour       | 3      |
| 5    | Stanislav Malina      | ČZ          | +1 tour       | 2      |
| 6    | Tommy Robb            | Honda       | +1 tour       | 1      |
| 7    | Paolo Campanelli      | MotoBi      | +2 tours      |        |
| 8    | Jack Findlay          | FB Mondial  | +2 tours      |        |
| 9    | Gianemilio Marchesani | Aermacchi   | +2 tours      |        |
| 10   | E. Paolucci           | FB Mondial  | +3 tours      |        |
| Abd. | ?                     | ?           | Abandon       |        |

## Classement final 125 cm³
| Pos. | Pilote              | Moto    | Temps/Écart   | Points |
| ---- | ------------------- | ------- | ------------- | ------ |
| 1    | Luigi Taveri        | Honda   | 39 min 41 s 4 | 8      |
| 2    | Jim Redman          | Honda   | +0 s 2        | 6      |
| 3    | Kunimitsu Takahashi | Honda   | +41 s 7       | 4      |
| 4    | Giuseppe Visenzi    | Honda   |               | 3      |
| 5    | John Grace          | Bultaco | +52 s 6       | 2      |
| 6    | Stanislav Malina    | ČZ      | +52 s 8       | 1      |
| 7    | Tommy Robb          | Honda   |               |        |
| 8    | Rex Avery           | EMC     |               |        |
| 9    | Pietro Mencaglia    | Honda   | +1 tour       |        |
| Abd. | ?                   | ?       |               |        |